# История Мельбурна
История Мельбурна — это история города, который вырос из деревни в современный торгово-финансовый центр и второй по величине город Австралии.

## Доевропейский период
Территория вокруг Порта-Филлипа и долины реки Ярра, где теперь находится город Мельбурн, был землёй племени кулин. Это был союз нескольких языковых групп коренных австралийцев, чьи предки жили в этом районе около 30000 или 40000 лет назад. Во время европейского освоения континента население коренных жителей составляло около 20000 человек. Это были охотники-собиратели из трех племен: вурунджери, бунуронг и ватхаронг.
Этот район был местом встречи кланов Кулин, а также важным источником пищи и воды. Кулины занимались охотой, рыболовством и собирательством.
Большинство аборигенов, которые живут в сегодня Мельбурне — это потомки аборигенных племен других частей Виктории. Однако отпрыски вурунджери и бунуронгов до сих пор здесь живут. Также огромное количество объектов культурного и духовного значения вурунджери можно найти на улицах Мельбурна.

## Европейские исследования
В 1797 году Джордж Басс в открытом вельботе с экипажем из шести человек стал первым европейцем, прошедшим пролив между материковой частью Австралии и Тасмании, впоследствии названный в его честь. Он шел в западном направлении вдоль нынешнего побережья Гиппсленда штата Виктория в бухту Западного порта. В 1802 году Джон Мюррей на корабле Леди Нельсон вошел Порт-Филлип. Вскоре за ним последовал Мэтью Флиндерс.
В 1803 году генерал-губернатор Нового Южного Уэльса Чарльз Граймс был отправлен в Порт-Филлип для обследования этого района. Парусный корабль Кимберленд под командованием лейтенанта Чарльза Роббинса вошел в Порт-Филлип 20 января 1803. 30 января экспедиция во главе Граймса высадилась в Франкстоне и встретила около тридцати аборигенов. Мемориальная доска на том месте увековечила событие. 2 февраля они вошли в устье реки Ярра. На следующий день шли вверх по реке Марибирнонг. Возвратившись к Ярре, они исследовали реку на несколько миль, пока не достигли Дайтс Фолз 8 февраля. В журнале другого члена экспедиции, Джеймса Флемминга, были найдены заметки об обнаружении хорошей почвы. Хоть было очевидно, что февраль — сухой сезон, Флемминг, который считался «очень умным», думал, что там плохой травяной покров из-за постоянной нехватки воды. Он предположил, что «самое подходящее место для заселения находится возле пресной воды реки Ярра». Граймс вернулся в Сидней 7 марта 1803 года с негативным мнением Флемминга о Порт-Филлипе.
Позже, в 1803 году, британский губернатор штата Новый Южный Уэльс, опасаясь, что французы могут занять территорию возле пролива Басса, послал полковника Дэвида Коллинза с партией в 300 осужденных основать поселение в Порт-Филлипе. Коллинз прибыл в местечко Сорренто на полуострове Морнингтон в октябре 1803 года, однако строительство было отложено из-за нехватки пресной воды. В мае 1804 года Коллинз переехал в Тасманию, основав там Хобарт. Среди заключенных в Сорренто был мальчик по имени Джон Паскоу Фокнер, который позже вернулся, чтобы обосноваться в районе Мельбурна.
В 1824 году Гамильтон Хьюм и Уильям Ховелл перешли по суше из Нового Южного Уэльса, не найдя Западного порта, пункта их назначения. Они достигли залива Корио, где обнаружили хорошие пастбища. Но прошло ещё десять лет, прежде чем Эдвард Хенти, тасманийский скотовод, в 1834 году создал нелегальную овечью ферму на земле в Портленде, ныне территория Западной Виктории.
Джон Батман, успешный фермер на севере Тасмании, также желал больше пастбищ. Он вошел в залив Порт-Филлип 29 мая 1835 г. и  исследовал большую территорию там, где в настоящее время расположены северные пригороды Мельбурна.